# Geberle Erzsébet
Geberle Erzsébet Ágnes (Budapest, 1963. március 25. –) magyar tanító, politikus, országgyűlési képviselő.

## Életpályája

### Iskolái
1984-ben végzett a Budapesti Tanítóképző Főiskola hallgatójaként. 1993-ban elvégezte a Századvég Politikai Iskolát.

### Pályafutása
1984–1991 között Újpesten tanított, a Zsolnay-program teamvezetője volt.

### Politikai pályafutása
1990 óta az SZDSZ tagja. 1990–2006 között a Fővárosi Közgyűlés tagja volt. 1992–2006 között a frakció titkára, 1996–2006 között vezető helyettese volt. 1994-ben, 1998-ban és 2006-ban országgyűlési képviselőjelölt volt. 1994–2007 között az országos tanács tagja volt. 2005–2006 között a szociálpolitikai és lakásügyi bizottság elnöke volt. 2006–2008 között a Foglalkoztatási és munkaügyi bizottság tagja volt. 2006–2010 között országgyűlési képviselő (Budapest) volt. 2007-ben a Fogyasztóvédelmi eseti bizottság tagja volt. 2007–2008 között a Külügyi és határon túli magyarok bizottsága tagja volt. 2007–2010 között frakcióvezető helyettes volt. 2008–2010 között az Önkormányzati és területfejlesztési bizottság tagja. 2009–2010 között jegyzőként is dolgozott.